# Jorge Carlos Fonseca
Jorge Carlos de Almeida Fonseca GColIH • GCNSC (Mindelo, 20 d'octubre de 1950) és un polític, jurista i professor universitari capverdià, escollit president de la República de Cap Verd després de vèncer a les eleccions presidencials de 2011, com a candidat del Moviment per la Democràcia (MpD).

## Biografia
Jorge Fonseca va efectuar la seva formació acadèmica primària secundària a Praia i Mindelo, més tard, va fer estudis superiors a Lisboa. Es va llicenciar en dret i mestre en Ciències Jurídiques en la Facultat de Dret de la Universitat de Lisboa. Va ser Director General de Migracions de Cap Verd entre 1975 i 1977 i Secretari General del Ministeri de Negocis Estrangers de Cap Verd entre 1977 i 1979. Va ser professor ajudant graduat de la Facultat de Dret de la Universitat de Lisboa entre 1982 i 1990, professor convidat de Dret Penal a l'Institut de Medicina Legal de Lisboa el 1987 i director resident i professor associat convidat del Curs de Dret i Administració Pública a la Universitat d'Àsia Oriental, a Macau, entre 1989 i 1990. Entre 1991 i 1993 va ser Ministre de Negocis Estrangers al primer Govern de la II República. Va ser professor auxiliar i president del consell directiu de l'Institut Superior de Ciències Jurídiques i Socials de Cap Verd. També va ser fundador i president del Consell d'Administració de la Fundació Direito e Justiça, fundador i director de la revista Direito e Cidadania, colaborador de la Revista Portuguesa de Ciência Criminal, i membro del consell editorial de la Revista de Economia e Direito, de la Universitat Autònoma de Lisboa. És autor de diversos llibres de més de cinquanta treballs científics i tècnics de domini del dret, i compta amb dos llibres de poesia publicats. Condecorat diverses vegades per l'Estat de Cap Verd, és també el titular del Estatuto de Combatente da Liberdade da Pátria.

## President de la República de Cap Verd
Va ser candidat a President de la República a les eleccions de 2001, competint amb Pedro Pires. Va ser novament candidat a les eleccions presidencials del 7 d'agost de 2011, amb suport pel MpD, vencent en la primera volta amb el 38% dels vots i en la segona volta amb el 54,16% contra el candidat recolzat pel Partit Africà per la Independència de Cap Verd (PAICV), Manuel Inocêncio Sousa, convertint-se en el 4t president de la història de Cap Verd independent, i el segon que no pertany al PAICV.
Va rebre la gran creu de l'Orde de l'Infant Dom Henrique de Portugal a 11 de juny de 2012 i la Gran Creu de l'Orde de la Immaculada Concepció de Vila Viçosa de Portugal que li fou entregada personalment per D. Duarte, Duc de Bragança, a 12 de novembre de 2012.